# Johnny Rapid
Hylan Anthony Taylor (24 d'agost de 1992, Coneyrs, Geòrgia, Estats Units), conegut professionalment com Johnny Rapid, és un actor pornogràfic de la indústria gai. És un model exclusiu del lloc web Men.com.

## Primers anys
Hylan Anthony Taylor va ser un aficionat de la boxa. Es va graduar a la Rockdale District School el 2010. Els estudis no eren, però, el seu fort, i venint d'orígens modests, entrà molt aviat a treballar. Tot canvià quan, a l'edat de divuit anys, va perdre la feina d'estiu que tenia. Va trobar que realitzar pornografia gai era una manera ràpida de fer diners.

## Trajectòria professional
Quan va fer 18 anys va acudir a un estudi pornogràfic gai a realitzar una audició. Els agents varen quedar realment impressionats per les seves habilitats eròtiques a la seva curta edat, a més del físic únic amb què comptava, per la qual cosa li van oferir feina d'immediat. En només unes poques setmanes, s'havia convertit en una de les estrelles de pornografia gai més buscades i famoses del moment, superant fins i tot en cerques a Google el famós Cody Cummings.
Quan van demanar-li que es posés un pseudònim, va escollir Johnny (perquè és una mena de nom fàcil de recordar) i Rapid com una picada d'ull al seu passat com a boxejador aficionat. Hylan Anthony Taylor es va convertir així en Johnny Rapid. Durant nou anys de carrera, ha realitzat més de 200 escenes i s'ha convertit en el model més ben pagat de tota la indústria, arribant a ser la figura i imatge del lloc web Men.com. El 2013 va prendre el paper de Charlie David a la pel·lícula I'm a Porn Star amb Brent Everett, Colby Jansen i Rocce Reed, com un dels principals entrevistats. També va convertir-se en un dels models d'Andrew Christian, que dissenya roba interior per al públic gai.
El 2015, el canal oficial de l'estudi publicà un vídeo on Johnny ofereix dos milions de dòlars a l'artista canadenc Justin Bieber per protagonitzar, amb ell, una escena per a l'estudi pornogràfic.